# Виключне або-НЕ (логічний вентиль)
Виключне АБО-НЕ (англ. XNOR) — логічний вентиль, який реалізує операцію еквівалентність або, що те ж саме, виключна диз'юнкція з інверсією результату. Активний сигнал («логічна 1», «істина») на виході цього вентиля присутній тоді, коли на обох входах присутні однакові сигнали. Якщо ж на одному із входів сигнал активний, а на іншому пасивний («логічний 0», «хиба»), на виході буде пасивний сигнал.
В нотації алгебри логіки дія цього вентиля записується формулою:
{\displaystyle Y={\overline {A\oplus B}}}

## Умовні позначення
Існує два основних умовних графічних позначення вентиля Виключне АБО-НЕ на принципових схемах, описані в стандартах IEC 60617-12:1997 і ANSI 91-1984. Стандарт DIN 40700 застарів, але описані в ньому символи досі зустрічаються у схемах. Позначення логічних вентилів згідно ДСТУ ГОСТ 2.743-91 «Позначення умовні графічні в схемах. Елементи цифрової техніки» (частина ЄСКД) мають незначні відмінності від стандарту IEC 60617-12.
| IEC 60617-12:1997 | ANSI 91-1984 | DIN 40700 (до 1976) |
| ----------------- | ------------ | ------------------- |
|                   |              | або                 |

## Реалізація

### Релейно-контактні схеми
Релейно-контактна логіка здійснює операції шляхом формування за допомогою контактів перемикачів або реле кіл для протікання електричного струму, який, у свою чергу, активує наступні реле або живить виходи схеми.

Реалізація логіки Виключне АБО-НЕ контактами реле

Для реалізації функції XNOR використовуються як нормально-розімкнені, так і нормально-замкнені контакти реле. Однотипні контакти обох реле з'єднуються послідовно і два таких ланцюги з'єднуються паралельно. Таким чином, при неактивних реле струм проходить через гілку нормально-замкнених контактів, при обох активних реле — через гілку нормально-розімкнених. Якщо активується лише одне реле, то обидві гілки розірвані. Отже, напруга на виході з'явиться тоді, коли реле мають однаковий (еквівалентний) стан.

### Напівпровідникові схеми

Чотири вентиля Виключне АБО-НЕ в мікросхемах 4077 (КМОН) та 74266 (ТТЛ)